# Taxi incl. Miloš Makovský
Taxi incl. Miloš Makovský je jediné studiové album české rockové skupiny Taxi pod vedením kytaristy Miloše Makovského. Vydáno bylo v únoru 2008 ve vydavatelství FT Records (katalogové číslo FT0102).
Brněnská skupina Taxi podepsala v roce 1990, po čtyřech letech své existence, smlouvu na natočení alba s hudebním vydavatelstvím Reset. Ještě před samotným nahráváním, které se uskutečnilo v srpnu 1990 v Ostravě, nahradil ve skupině na postu baskytaristy Jiřího Navrátila Dalibor Dunovský. Taxi natočilo pro plánované album celkem 11 skladeb, vydavatelství Reset ale zkrachovalo a gramofonová deska tak nikdy nespatřila světlo světa. K vydání alba došlo až po osmnácti letech ve vydavatelství FT Records, Miloš Makovský jej koncipoval jako vzpomínku na svoji skupinu, která ukončila činnost již v roce 1991. Vydaná deska, kromě nahraného alba, obsahuje dalších osm bonusových skladeb, které Taxi, nebo sám Makovský, natočili mezi lety 1985 a 1998, včetně písně z jediného vydaného singlu skupiny „Sedmnáct“. Album vyšlo v únoru 2008, dne 4. června téhož roku se konal jeho slavnostní křest a při této příležitosti se skupina Taxi znovu zformovala a odehrála kratší vystoupení.

## Seznam skladeb
Hudbu složil(i) Miloš Makovský, texty napsal(i) Josef Drgáč, pokud není uvedeno jinak.
| Pořadí | Název                | Hudba | Text                                        | Délka |
| ------ | -------------------- | ----- | ------------------------------------------- | ----- |
| 1.     | Madam Závist         |       |                                             | 3:47  |
| 2.     | Půlnoční sportovec   |       |                                             | 4:14  |
| 3.     | Dívám se na Tebe rád |       | Slávek Janoušek                             | 3:44  |
| 4.     | Pimprlové divadlo    |       | Slávek Janoušek                             | 4:07  |
| 5.     | Tuřanská masáž       |       | instrumentální                              | 3:03  |
| 6.     | Tisíckrát            |       | Josef Drgáč, Miloš Makovský, Borek Nedorost | 3:48  |
| 7.     | Doktor CS            |       |                                             | 3:36  |
| 8.     | Země                 |       |                                             | 3:43  |
| 9.     | Telefonní dostihy    |       |                                             | 4:02  |
| 10.    | Tvůj lístek          |       | Slávek Janoušek                             | 4:44  |
| 11.    | Taxi                 |       |                                             | 5:36  |

| Bonusy         | Bonusy         | Bonusy                         | Bonusy         | Bonusy |
| Pořadí         | Název          | Hudba                          | Text           | Délka  |
| -------------- | -------------- | ------------------------------ | -------------- | ------ |
| 12.            | Cvok           |                                |                | 3:36   |
| 13.            | Sedmnáct       |                                |                | 4:04   |
| 14.            | V oblacích     |                                | instrumentální | 4:42   |
| 15.            | Hadí král      |                                |                | 3:44   |
| 16.            | Valamil        |                                | instrumentální | 4:28   |
| 17.            | Valčík         |                                | instrumentální | 4:11   |
| 18.            | Hádej          |                                | instrumentální | 4:04   |
| 19.            | Vyznání        | Otakar Olšaník, Miloš Makovský | instrumentální | 4:15   |
| Celková délka: | Celková délka: | Celková délka:                 | Celková délka: | 78:29  |

## Obsazení
Taxi
- Miloš Makovský – kytary
- Borek Nedorost – klávesové nástroje, zpěv (ve skladbách „Dívám se na Tebe rád“, „Tisíckrát“, „Země“ a „Tvůj lístek“), sbory
- Jiří Zonyga – zpěv, sbory
- Miroslav Kern – bicí
- Dalibor Dunovský – baskytara

Bonusy
- Miloš Makovský – kytary (12–19), klávesové nástroje (14, 16–18), programovatelné bicí (14, 16–18)
- Borek Nedorost – klávesové nástroje (12–17), zpěv (13), sbory
- Jiří Zonyga – zpěv (12, 15), sbory
- Otakar Olšaník – klávesové nástroje (19), baskytara (19), programovatelné bicí (19)
- Miroslav Kern – bicí (12, 13, 15)
- Zdeněk Němeček – baskytara (12)
- Zdeněk Smetana – baskytara (13)
- Jiří Navrátil – baskytara (15)